# Ammophila djaouak
Ammophila djaouak är en biart som beskrevs av De Beaumont 1956. Ammophila djaouak ingår i släktet Ammophila och familjen grävsteklar. Inga underarter finns listade i Catalogue of Life.